# Purpuricenus zarudnianus
Purpuricenus zarudnianus là một loài bọ cánh cứng trong họ Cerambycidae.